# Minden (Nebraska)
Minden ist eine Stadt in Kearney County, Nebraska und zugleich der County-Sitz von Kearney County.

## Demographie
Von den 2964 Einwohnern sind
- 24,9 % unter 18 Jahre alt,
- 6,5 % 18 bis 24 Jahre,
- 25,5 % 25 bis 44 Jahre,
- 21,3 % 45 bis 64 Jahre und
- 21,8 % älter als 65 Jahre.

## Sehenswürdigkeiten

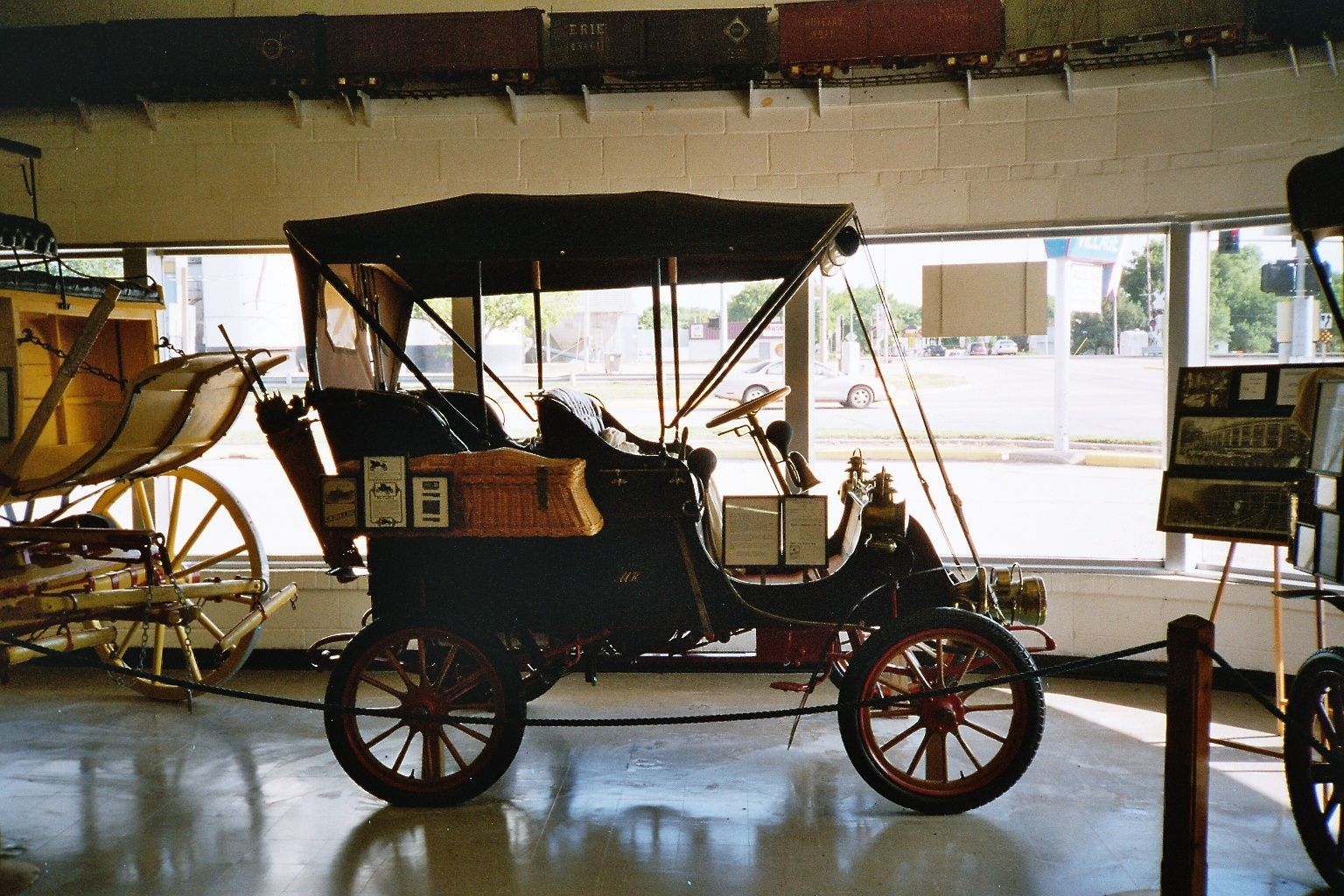
Pioneer Village

In Minden befindet sich das Pioneer Village, ein Museum über die Entwicklung der USA.

## Persönlichkeiten
- Robert T. Bogue (* 1964), Schauspieler und Synchronsprecher
- Carl Curtis (1905–2000), Politiker
- Norbert T. Tiemann (1924–2012), Politiker